# The Violent
The Violent — американський рок-гурт з Акрона, штат Огайо, створений у 2020 році.

## Історія
28 лютого 2020 року гурт Red Sun Rising оголосив про «невизначену перерву». Згодом учасники гурту Red Sun Rising, Майк Протіч, Дейв МакГеррі та Пет Джерасі оголосили про створення гурту The Violent.
Ще до того, як Red Sun Rising оголосив про перерву, у 2019 році, Протіч, МакГеррі та Джерасі почали виступати як тріо Mike Protich і виконувати пісні поза дискографією Red Sun Rising. Вони випустили свій перший сингл «Fly on the Wall» 22 травня 2020 року як The Violent, не розголошуючи своїх імен, заявивши, що вони є «новим незалежним анонімним гуртом». Але згодом, після  інтерв’ю Sirius XM Octane, імена учасників гурту стали відомі.
Трек посів 28 місце в чарті  Billboard's Mainstream Rock chart.
Відтоді гурт випустив два міні-альбоми.
Протіч, який каже, що є головним автором пісень гурту, назвав виконавців, які вплинули на музичний стиль гурту — це Кріс Корнелл (Chris Cornell) та інші виконавці гранжу, а також Мейнард Кінан (Maynard Keenan) та Трент Резнор (Trent Reznor).
Музичний стиль гурту The Violent має більше елементів електронної музики, порівняно зі стилем гурту Red Sun Rising.
Гурт виступав як ансамбль із трьох учасників, де Протіч грав на басу (і міняв інструменти з МакГеррі, щоб грати на гітарі), і як ансамбль із чотирьох учасників із найнятим бас-гітаристом.

## Склад гурту
- Майк Протіч (Mike Protich),
- Дейв МакГеррі (Dave McGarry),
- Пет Джерасі (Pat Gerasia).

## Дискографія

### Мініальбоми
- The Violent (2022)[10]
- 002.TV (2023)[16][11]

### Сингли
| "Fly on the Wall"                                                                   | 2020 | 28 | The Violent (EP) |
| "Smile Like a Hostage"                                                              | 2020 | ―  | The Violent (EP) |
| "Impression"                                                                        | 2021 | ―  | The Violent (EP) |
| "Think For Yourself"                                                                | 2021 | ―  | The Violent (EP) |
| "People are Strange"                                                                | 2022 | 28 | The Violent (EP) |
| "Counting Sheep"                                                                    | 2022 | ―  | 002.TV (EP)      |
| "Wrap Your Head Around"                                                             | 2022 | ―  | 002.TV (EP)      |
| "I'll Be Waiting"                                                                   | 2023 | ―  | 002.TV (EP)      |
| "Bitter End"                                                                        | 2023 | ―  | 002.TV (EP)      |
| "—" позначає запис, який не потрапив у чарти або не був випущений на цій території. |      |    |                  |

### Музичні кліпи
| Назва                | Рік  | Режисер(и)     |
| -------------------- | ---- | -------------- |
| "Fly on the Wall"    | 2020 | Jake Rains     |
| "Impression"         | 2021 | Mungo          |
| "People are Strange" | 2022 | Samuel Shapiro |
| "I'll Be Waiting"    | 2023 | Jack Fontes    |
| "Follow Me"          | 2023 | Johan Carlén   |

### Цитовані
1. ↑  Rango, Matthew (28 лютого 2020). Red Sun Rising announce hiatus. NEIU Independent. Процитовано 28 лютого 2020.
2. ↑  Schaffner, Lauryn (8 вересня 2020). Mike Protich Explains Why Red Sun Rising Transitioned to Mystery Band the Violent. Loudwire (англ.). Процитовано 29 листопада 2023.
3. ↑  Childers, Chad ChildersChad (15 травня 2022). Monarch (ex-Red Sun Rising, Wilson) Reveal Name Change + New Song 'The Day You Left'. Loudwire (англ.). Процитовано 20 квітня 2024.
4. ↑  LaBrie, Tony (11 листопада 2019). Mike Protich of Red Sun Rising to Perform in Flint. Banana 101.5 (англ.). Процитовано 2 грудня 2023.
5. ↑  Mike Protich. Bandsintown. Процитовано 2 грудня 2023.
6. ↑  Childers, Chad (22 травня 2020). Can You Figure Out Who's In This New Mystery Band The Violent?. Loudwire (англ.). Процитовано 29 листопада 2023.
7. ↑  New anonymous band "The Violent," may be well-known rock artists… but we have NO idea who it would be. T95 The Rock Station. 22 травня 2020. Процитовано 2 грудня 2023.
8. ↑  ‘The Violent’ Reveals Secret Band Members | Octane Exclusive (укр.), процитовано 20 квітня 2024
9. ↑  "Mainstream Rock Airplay—Week of September 26, 2020". Billboard. September 2020. Архів оригіналу за 9 червня 2023.
10. 1 2  Childers, Chad (21 січня 2022). The Violent (Ex-Red Sun Rising) Drop Deconstructed Cover of The Doors' 'People Are Strange'. WGRD-FM (англ.). Процитовано 29 листопада 2023.
11. 1 2 3  Chadwick, Robert (12 листопада 2023). The Chimps Were Out En Masse for a Sold-out Avatar Show. Go Venue Magazine (амер.). Процитовано 29 листопада 2023. The Violent released an ep this year titled 002.TV.
12. ↑  Interview ~ Mike Protich of The Violent. I'm Music Magazine (амер.). 3 вересня 2021. Процитовано 29 листопада 2023. I think we definitely did not want to do things exactly like Red Sun Rising did. Obviously I wrote most of those songs and I write most of these songs.
13. ↑  Jolicoeur, Todd (9 вересня 2021). A Dirty Dozen with Mike Protich from The Violent. 100% Rock Magazine (амер.). Процитовано 29 листопада 2023.
14. ↑  Sanson, Jess (30 вересня 2022). Disturbed Rocks Southeast Michigan at RIFF FEST 2022 - 519 Magazine. 519 Magazine. Процитовано 2 грудня 2023.
15. ↑  Welcome To Rockville 2022 Day 2 and 3 Review. Splice Magazine. 30 травня 2022. Процитовано 2 грудня 2023.
16. ↑  McConville, Mark (19 травня 2023). The Violent – 002.TV | Album Review. TheReviewGeek. Процитовано 29 листопада 2023.
17. ↑  Fantozzi, Ryan (14 березня 2023). Ryan's Reviews: The Violent- "I'll Be Waiting". 97.7 QLZ. Процитовано 2 грудня 2023.